# 가브리엘라 피클레르
가브리엘라 피클레르(Gabriela Pichler, 1980년 3월 11일 ~ )는 스웨덴의 영화 감독, 영화 각본가이다. 제48회 굴드바게상 감독상, 각본상 수상자이다.

## 출연 작품
- 아마추어 (2018)
- 먹다 자다 죽다 (2012)
- 스크래치즈 (2008)